# Albert Sauer (KZ-Kommandant)
Albert Sauer (* 17. August 1898 in Misdroy (Pommern); † 3. Mai 1945 in Falkensee) war ein deutscher SS-Offizier und von 1938 bis 1939 der erste Lagerkommandant des KZ Mauthausen.

## Leben

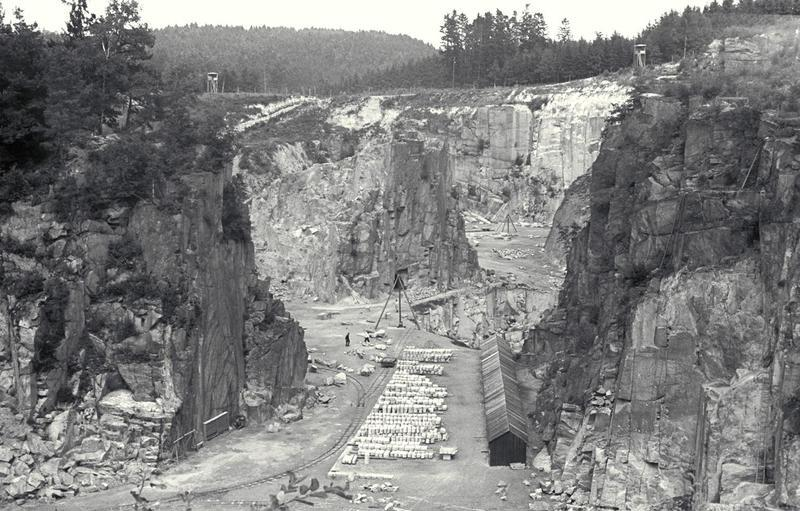
Steinbruch Wiener Graben (1941/42), Aufnahme aus dem Bundesarchiv

Sauer, von Beruf Tischler, war ab 1931 Mitglied der NSDAP (Mitgliedsnummer 862.698) und der SS (Mitgliedsnummer 19.180). Nach einer Phase der Arbeitslosigkeit wurde er hauptamtlicher SS-Mitarbeiter.
Der Inspekteur für die Konzentrationslager Theodor Eicke protegierte im April 1935 Sauer zur Verwendung bei der SS-Wachtruppe des KZ Oranienburg. Ab dem 1. April 1936 hatte er die Lagerkommandantur des frühen KZ Bad Sulza inne. Zwischen dem 1. August 1937 und Mitte 1938 war Sauer Zweiter Schutzhaftlagerführer im KZ Sachsenhausen und gehörte damit zur „Wachtruppe Brandenburg“. In der Zeit zwischen dem 1. August 1938 und dem 1. April 1939 bekleidete er offiziell die Funktion des Kommandanten des damals noch in einem Provisorium im Steinbruch Wienergraben der Granitwerke Mauthausen untergebrachten Konzentrationslagers Mauthausen. Wegen Nachlässigkeit und zu großer Milde gegenüber den KZ-Häftlingen wurde Sauer im April 1939 des Dienstes enthoben. Albert Sauer wurde in weiterer Folge durch den seit 17. Februar 1939 nach Mauthausen abkommandierten SS-Sturmbannführer Franz Ziereis als Lagerkommandant abgelöst.
Im Zeitraum von 1941 bis 1942 hatte er eine Dienststellung beim Reichskommissar für die Festigung deutschen Volkstums.
Von September 1942 bis April 1943 war Sauer erneut Schutzhaftlagerführer im KZ Sachsenhausen. Ab April 1943 war er KZ-Kommandant im KZ Riga-Kaiserwald und damit an der Auflösung des Ghettos Riga beteiligt. Ab Juli 1944 wurde das KZ Riga-Kaiserwald geräumt, diese Aktionen im September 1944 abgeschlossen. Hierbei kam es, wie in Riga selbst, zu größeren Massakern an Häftlingen und Eingeschlossenen.
Im Januar 1945 übernahm Albert Sauer im KZ Ravensbrück den Posten als Vertreter des Lagerkommandanten Fritz Suhren und soll mit dem Aufbau einer Gaskammer beauftragt gewesen sein. Der seit November 1944 im KZ anwesende Rudolf Höß, der ehemalige Kommandant des KZ Auschwitz, koordinierte anschließend nach Fertigstellung der Gaskammer die Massentötungen. Höß und andere SS-Verbrecher setzten sich im Mai 1945 über die sogenannte Rattenlinie Nord nach Flensburg ab. Albert Sauer starb am 3. Mai 1945 unter ungeklärten Umständen im Berliner Vorort Falkensee.